# سیارک ۸۲۲۲
سیارک ۸۲۲۲ (به انگلیسی: 8222 Gellner، نامگذاری:1996OX) هشت هزار و دویست و بیست و دومین سیارک کشف شده‌است که در ۲۲ ژوئیه ۱۹۹۶ کشف شد.
قدر مطلق سیارک برابر ۱۴٫۹۰ است.